# Баболокі Тебе
Баболокі Тебе (18 березня 1997 , Ramonakad, Кгатленг ) — ботсванський легкоатлет, що спеціалізується на спринті, бронзовий призер Олімпійських ігор 2020 року.

## Кар'єра
| Рік                  | Змагання                        | Місце проведення          | Місце                | Дисципліна            | Результат            | Примітки             |
| Представник Ботсвана | Представник Ботсвана            | Представник Ботсвана      | Представник Ботсвана | Представник Ботсвана  | Представник Ботсвана | Представник Ботсвана |
| -------------------- | ------------------------------- | ------------------------- | -------------------- | --------------------- | -------------------- | -------------------- |
| 2016                 | Чемпіонат Африки                | Дурбан, ПАР               | 1                    | біг на 400 метрів     | 44.69                |                      |
| 2016                 | Чемпіонат Африки                | Дурбан, ПАР               | 1                    | естафета 4×400 метрів | 3:02.20              |                      |
| 2016                 | Олімпійські ігри                | Ріо-де-Жанейро, Бразилія  | 14 (з.)              | біг на 400 метрів     | 45.41                |                      |
| 2016                 | Олімпійські ігри                | Ріо-де-Жанейро, Бразилія  | 5                    | естафета 4×400 метрів | 2:59.06              |                      |
| 2017                 | Світові легкоатлетичні естафети | Нассау, Багамські Острови | 2                    | естафета 4×400 метрів | 3:02.28              |                      |
| 2017                 | Чемпіонат світу                 | Лондон, Велика Британія   | 4                    | біг на 400 метрів     | 44.66                |                      |
| 2017                 | Чемпіонат світу                 | Лондон, Велика Британія   | 14 (з)               | естафета 4×400 метрів | 3:06.50              |                      |
| 2018                 | Ігри Співдружності              | Голд-Кост, Австралія      | 2                    | біг на 400 метрів     | 45.09                |                      |
| 2018                 | Ігри Співдружності              | Голд-Кост, Австралія      | 1                    | естафета 4×400 метрів | 3:01.78              |                      |
| 2018                 | Чемпіонат Африки                | Асаба, Нігерія            | 1                    | біг на 400 метрів     | 44.81                |                      |
| 2019                 | Африканські ігри                | Рабат, Марокко            | —                    | біг на 200 метрів     | DNF                  |                      |
| 2021                 | Олімпійські ігри                | Токіо, Японія             | 3                    | естафета 4×400 метрів | 2:57.27              |                      |